# الشندغه
شندغه (به عربی: الشندغة) یکی از مناطق تاریخی شهر دبی و یکی از نقاط دیدنی امارات متحده عربی است. این منطقه در مدخل خور دبی و ازسمت جنوب غربی خور واقع شده‌است.
«منطقه شندغه» در سال ۱۸۶۲ میلادی تأسیس شده‌است.
در سال ۱۸۹۶ میلادی حاکم دبی از قلعة الفهیدی به اینجا نقل مکان کرده‌است.
خانه «شیخ سعید آل مکتوم» حاکم وقت در این منطقه واقع است که چند سال پیش بازسازی شده‌است و حالا موزه‌است.
همچنین چند مسجد کوچک و تاریخی در این منطقه وجود دارد که کلاً از جانب شهر داری بازسازی شده‌است.
همچنین خانه «شیخ عبید بن ثانی» وزیر شیخ سعید آل مکتوم در این منطقه قرار دارد که مانند ساختمان‌های نامبرده نیز بازسازی شده‌است و قرار است که آن هم موزه کنند.
تونل زیر آبی الشندغه که در این منطقه قرار دارد دو منطقهٔ دیره و بر دبی را به هم متصل می‌کند.